# Snowy White
Snowy White, nome d'arte di Terence Charles White (Barnstaple, 3 marzo 1948), è un cantautore e chitarrista britannico.

## Carriera
Come sessionman ha avuto una lunga e importante carriera collaborando tra gli altri ad album di Cockney Rebel, Al Stewart, Linda Lewis, Cliff Richard e Peter Green; tra il 1976 e il 1980 è stato secondo chitarrista nei concerti dei Pink Floyd e poi per due anni con i Thin Lizzy e, dal 1982, si concentrò sulla propria carriera da solista, come chitarra e voce, pubblicando nel 1984 il singolo Bird of Paradise e poi l'album White Flames che raggiunse il 6º posto in classica in Gran Bretagna; ha anche due suoi gruppi, Snowy White & the White Flames e The Snowy White Blues Project.

### Con i Pink Floyd
Nel 1976 prese parte alla registrazione dell'album Animals dei Pink Floyd che, per la prima volta dopo l'abbandono di Syd Barrett, si trovarono con un secondo chitarrista; gli venne anche chiesto di suonare un assolo centrale per il brano Pigs on the Wing ma poi si decise di dividere il brano in due parti eliminando così il suo assolo nella versione dell'album in vinile ma che venne conservato nella versione pubblicata nel formato Stereo8; prese parte quindi anche al successivo tour del 1977 per promuovere l'album e poi, nel 1980, al tour successivo per promuovere il nuovo album del gruppo, The Wall, del 1979. Nel 1978 suonò nell'album solista di Richard Wright, Wet Dream e, nel 1990, prese parte anche al concerto in mondovisione di Roger Waters, The Wall - Live in Berlin; divenne poi parte della band di Roger Waters per tredici anni a partire dal 1999.

## Discografia

### Solista
Album studio
- White Flames (1983)
- Snowy White (1984)
- That Certain Thing (1987)
- Highway to the Sun (1994)
- Released (2016)

Raccolte
- Goldtop: Groups & Sessions '74-'94 (1996)
- Pure Gold - The Solo Years 1983-98 (1999)
- Bird of Paradise - An Anthology (2003)
- The Best of Snowy White (2009)

### Snowy White & the White Flames
Album studio
- No Faith Required (1996)
- Little Wing (1998)
- Keep Out - We Are Toxic (1999)
- Restless (2002)
- The Way It Is (2005)
- Realistic (2011)
- Reunited (2017)

Live
- The Way It Is... Live! (2005)
- Live Flames (2007)

### The Snowy White Blues Project
- In Our Time of Living (2009)
- In Our Time... Live (2010)

### Snowy White's Blues Agency
Album studio
- Change My Life (1988)
- Open for Business (1989)

Raccolte
- The Best of Snowy White's Blues Agency (1993)
- Twice as Addictive (2009)

### Roger Waters
- The Wall - Live in Berlin (1990)
- In the Flesh - Live (2000)
- Flickering Flame - The Solo Years, Volume One (2002)
- Roger Waters the Wall (2014)

### Pink Floyd
- Animals (1977)
- Is There Anybody Out There? The Wall Live 1980-81 (2000)

### Thin Lizzy
- Chinatown (1980)
- Renegade (1981)
- Life (1983)

### Altre collaborazioni
- Jonathan Kelly's Outside – Waiting on You (1974)
- Michael Moorcock & The Deep Fix – New Worlds Fair (1975)
- Richard Wright – Wet Dream (1978)
- Peter Green – In the Skies (1979)
- Philip Lynott – Solo in Soho (1980)
- Jim Capaldi – One Man Mission (1984)
- Eddy Mitchell – Rio Grande (1993)
- Mick Taylor & Snowy White – Arthur's Club-Geneve 1995 (1995)
- Roger Waters - The Wall (2015)